# Союз за Монако

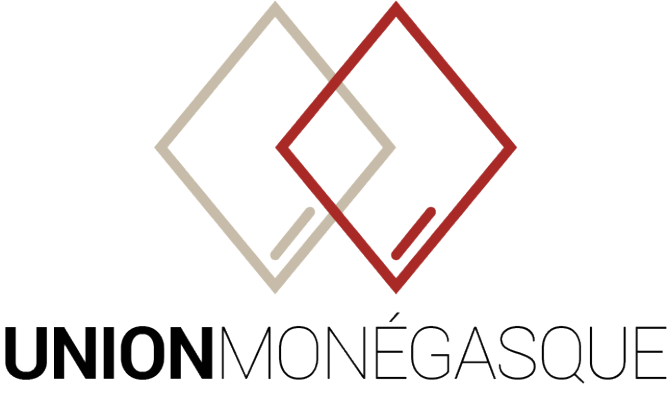

Союз за Монако (фр. Union pour Monaco) — центристська монархічна політична коаліція у князівстві Монако. Очолює коаліцію Стефан Валері. Коаліція займає 3 з 24 депутатських місць в парламенті.

## Склад
- Союз за Князівство
- Національний союз за майбутнє Монако
- Об'єднання за розвиток монакського суспільства